# Liste der Abgeordneten zum Tiroler Landtag (Gefürstete Grafschaft, VI. Wahlperiode)
Diese Liste der Abgeordneten zum Tiroler Landtag (Gefürstete Grafschaft, VI. Wahlperiode) listet alle Abgeordneten zum Tiroler Landtag im Kronland der Gefürsteten Grafschaft Tirol (Österreich-Ungarn) in dessen VI. Wahlperiode auf. Die Angelobung der Abgeordneten erfolgte am 4. Juni 1883, wobei der Landtag 68 Abgeordnete umfasste. Dem Landtag gehörten dabei 10 Vertreter des Großgrundbesitzes, 3 Vertreter der Handelskammer, 13 Vertreter der Städte und Orte und 34 Vertreter der Landgemeinden. Hinzu kamen sieben Virilstimmen und die Stimme des Rektors der Universität Innsbruck.

## Sessionen
- I. Session: 4. Juni 1883 bis 11. Juli 1883
- II. Session: 16. Juni bis 31. Juli 1884
- III. Session: 25. November 1885 bis 25. Jänner 1886
- IV. Session: 22. Juli 1886–24. Juli 1886
- V. Session: 9. Dezember 1886–24. Jänner 1887
- VI. Session: 24. November 1887–4. Jänner 1888
- VII. Session: 10. September 1888–13. Oktober 1888

## Landtagsabgeordnete
Die Tabelle enthält im Einzelnen folgende Informationen:
| Name:        | Name des Abgeordneten |
| Wahlklasse:  | Die dem Klassenwahlrecht entsprechende Wahlklasse bzw. Kurie: I. Wahlklasse = Virilstimmen, Geistliche und Rektor der Universität Innsbruck; II: Adelige des großen Grundbesitzes; III: Handels- und Gewerbekammer; IV: Zensuswahlklasse unterteilt nach Städten/Orten bzw. Landgemeinden; |
| Region:      | Die im Wahlbezirk enthaltenen Städte oder Stadtteile (Stadtwahlbezirke) bzw. Gerichtsbezirke (Landgemeindewahlbezirke) oder Sitze der Bischöfe bzw. Klöster (Wahlbezirke der Fürsterzbischöfe und Prälaten)                                                                                |
| Anmerkungen: | Veränderungen während der Periode durch Tod, Mandatsverzicht oder spätere Angelobung |

| Name                             | Wahl- klasse                  | Region                                                                             | Anmerkung |
| -------------------------------- | ----------------------------- | ---------------------------------------------------------------------------------- | --- |
| Agethle Josef                    | Landgemeinden                 | Meran, Schlanders, Glurns, Passeier, Lana                                          | |
| Aichner Simon                    | Fürsterzbischöfe und Prälaten | Fürsterzbischof von Brixen ab der 3. Session                                       | |
| Armellini Achilles               | Städte und Orte               | Levico, Pergine und Borgo                                                          | |
| Arvedi Bartholomeus              | Fürsterzbischöfe und Prälaten | Erzpriester von Rovereto und der Probst von Arco                                   | vor der 7. Session ausgeschieden                                                                                |
| Bazzabella Emanuel               | Landgemeinden                 | Trient (Umgebung), Lavis, Cembra, Civezzano, Bezzano, Pergine                      | ab der 5. Session                                                                                               |
| Berrtolini Carl                  | Städte und Orte               | Roverto                                                                            | |
| Biegeleben Paul                  | Städte und Orte               | Meran, Glurns, Kaltern und Tramin                                                  | |
| Blaas Florian                    | Städte und Orte               | Innsbruck                                                                          | |
| Bousson Arnold                   | Universität Innsbruck         |                                                                                    | in der 5. Session                                                                                               |
| Brandis Anton                    | Landgemeinden                 | Brixen, Sterzing                                                                   | |
| Canella Josef                    | Städte und Orte               | Riva, Ala, Arco und Mori                                                           | |
| Chini Josef                      | Fürsterzbischöfe und Prälaten | Erzpriester von Rovereto und der Probst von Arco                                   | ab der 7. Session                                                                                               |
| Crivelli Franz Albert            | Adeliger großer Grundbesitz   |                                                                                    | |
| Debiasi Johann Baptist           | Landgemeinden                 | Rovereto, Rogaredo, Mori, Riva, Ala, Arco, Val di Ledro                            | |
| della Bona Giovanni Giacomo      | Fürsterzbischöfe und Prälaten | Fürsterzbischof von Trient                                                         | nur 1. und 2. Session                                                                                           |
| Dordi Franz                      | Landgemeinden                 | Borgo, Strigno, Levico                                                             | |
| Dordi Carl                       | Städte und Orte               | Trient                                                                             | |
| Eder Franz Albert                | Fürsterzbischöfe und Prälaten | Fürsterzbischof von Salzburg                                                       | |
| Eiterer Wendelin                 | Landgemeinden                 | Landeck, Ried, Nauders                                                             | |
| Erler Heinrich                   | Fürsterzbischöfe und Prälaten | Pröbste von Bozen und Innichen mit dem Land-Commenthur des deutschen Ritter-Ordens | vor der 7. Session ausgeschieden                                                                                |
| Euchta Josef                     | Landgemeinden                 | Silz, Imst, Reutte                                                                 | |
| Falk Heinrich                    | Städte und Orte               | Innsbruck                                                                          | |
| Fedrigotti Filipp                | Landgemeinden                 | Rovereto, Rogaredo, Mori, Riva, Ala, Arco, Val di Ledro                            | |
| Foffa Bonaventura                | Fürsterzbischöfe und Prälaten | Äbte von Marienberg, Neustift und Gries                                            | vor der 7. Session ausgeschieden                                                                                |
| Gentilini Alois                  | Landgemeinden                 | Tione, Condino, Stenico                                                            | ab der 2. Session                                                                                               |
| Gilli Cajetan                    | Städte und Orte               | Trient                                                                             | |
| Glatz Sebastian                  | Landgemeinden                 | Meran, Schlanders, Glurns, Passeier, Lana                                          | |
| Graf Friedrich                   | Landgemeinden                 | Brunneck, Taufers, Welsberg, Buchenstein, Enneberg, Ampezzo                        | |
| Grander Johann                   | Landgemeinden                 | Kitzbühel, Hopfgarten                                                              | |
| Greuter Josef                    | Landgemeinden                 | Landeck, Ried, Nauders                                                             | vor der 7. Session ausgeschieden                                                                                |
| Grissemann                       | Landgemeinden                 | Landeck, Ried, Nauders                                                             | ab der 7. Session                                                                                               |
| Heidegger Franz                  | Landgemeinden                 | Brixen, Sterzing                                                                   | |
| Hippoliti Alois                  | Landgemeinden                 | Borgo, Strigno, Levico                                                             | |
| Huber Alfons                     | Universität Innsbruck         |                                                                                    | nur in der 2. Session                                                                                           |
| Kapp Johann                      | Landgemeinden                 | Rattenberg, Kufstein, Fügen, Zell                                                  | |
| Kathrein Theodor                 | Landgemeinden                 | Silz, Imst, Reutte                                                                 | |
| Kirchberger Alfred               | Städte und Orte               | Brixen, Sterzing, Klausen, Bruneck, Lienz und Innichen                             | |
| Köfler Franz                     | Landgemeinden                 | Lienz, Windischmatrei, Sillian                                                     | |
| Lodron Carl                      | Adeliger großer Grundbesitz   |                                                                                    | |
| Lorenz Benedikt                  | Landgemeinden                 | Innsbruck (Umgebung), Mieders, Steinach, Telfs                                     | |
| Lorenzoni Peter                  | Städte und Orte               | Mezzolombardo, Cles, Fondo, Lavis und Cavalese                                     | |
| Malfatti Valerian                | Handels- und Gewerbekammer    | Roverto                                                                            | |
| Marchetti Jakob                  | Landgemeinden                 | Tione, Condino, Stenico                                                            | nur in der 1. Session                                                                                           |
| Marini Bartholomeus              | Landgemeinden                 | Cles, Male, Fondo, Mezzolombardo                                                   | |
| Melchiori Josef                  | Adeliger großer Grundbesitz   |                                                                                    | |
| Menghin Oreste                   | Landgemeinden                 | Trient (Umgebung), Lavis, Cembra, Civezzano, Bezzano, Pergine                      | |
| Morandini Franz                  | Landgemeinden                 | Cavalese, Fassa, Primiero                                                          | ab der 5. Session, nachdem seine Wahl in der Nachwahl am 1. Juli 1886 zunächst für ungültig erklärt worden war. |
| Müller Lorenz                    | Fürsterzbischöfe und Prälaten | Äbte von Wilten, Stams und Fiecht                                                  | in der 7. Session                                                                                               |
| Nicoladoni Carl                  | Universität Innsbruck         |                                                                                    | in der 7. Session                                                                                               |
| Parolini Alexander               | Landgemeinden                 | Tione, Condino, Stenico                                                            | |
| Payr Carl                        | Handels- und Gewerbekammer    | Innsbruck                                                                          | |
| Pletzer Georg                    | Landgemeinden                 | Kitzbühel, Hopfgarten                                                              | |
| Pöll Joachim                     | Landgemeinden                 | Rattenberg, Kufstein, Fügen, Zell                                                  | |
| Rainer Franz                     | Landgemeinden                 | Lienz, Windischmatrei, Sillian                                                     | nur 1. und 2. Session                                                                                           |
| Rauch Johann Paul                | Städte und Orte               | Imst, Vils, Reutte und Landeck                                                     | |
| Schorn Johann                    | Landgemeinden                 | Lienz, Windischmatrei, Sillian                                                     | ab der 3. Session                                                                                               |
| Spaur Julius                     | Landgemeinden                 | Cles, Male, Fondo, Mezzolombardo                                                   | |
| Stadler Franz                    | Landgemeinden                 | Innsbruck (Umgebung), Mieders, Steinach, Telfs                                     | |
| Steinlechner Paul                | Universität Innsbruck         |                                                                                    | nur in der 1. Session                                                                                           |
| Sternbach Gottfried              | Adeliger großer Grundbesitz   |                                                                                    | |
| Terlago Robert                   | Adeliger großer Grundbesitz   |                                                                                    | |
| Thaner Friedrich                 | Universität Innsbruck         |                                                                                    | ab der 3. Session                                                                                               |
| Thun Emanuel                     | Landgemeinden                 | Trient (Umgebung), Lavis, Cembra, Civezzano, Bezzano, Pergine                      | 1. bis 3. Session                                                                                               |
| Treuenfels Leo                   | Fürsterzbischöfe und Prälaten | Äbte von Marienberg, Neustift und Gries                                            | ab der 7. Session                                                                                               |
| Tutzer Franz                     | Landgemeinden                 | Bozen (Umgebung), Neumarkt, Kaltern, Sarnthal, Kastelruth, Klausen                 | |
| Valentinelli Dominikus           | Landgemeinden                 | Cavalese, Fassa, Primiero                                                          | |
| Valussi Eugen                    | Fürsterzbischöfe und Prälaten | Fürsterzbischof von Trient                                                         | ab der 4. Session                                                                                               |
| Aufschnaiter Alois von           | Adeliger großer Grundbesitz   |                                                                                    | |
| Walter Josef                     | Fürsterzbischöfe und Prälaten | Pröbste von Bozen und Innichen mit dem Land-Commenthur des deutschen Ritter-Ordens | ab der 7. Session                                                                                               |
| Bossi-Ledrigotti Wilhelm von     | Adeliger großer Grundbesitz   |                                                                                    | |
| Hellrigl Adalbert von            | Adeliger großer Grundbesitz   |                                                                                    | |
| Hepperberger Carl von            | Handels- und Gewerbekammer    | Bozen                                                                              | |
| Kapp Franz von                   | Landgemeinden                 | Hall, Schwaz                                                                       | |
| Leiß Johann von                  | Fürsterzbischöfe und Prälaten | Fürsterzbischof von Brixen                                                         | nur in der 1. Session                                                                                           |
| Prato Napoleon von               | Adeliger großer Grundbesitz   |                                                                                    | ab der 2. Session                                                                                               |
| Riccabona-Reichenfels Julius von | Landgemeinden                 | Hall, Schwaz                                                                       | |
| Scari Gilbert von                | Adeliger großer Grundbesitz   |                                                                                    | nur in der 1. Session                                                                                           |
| Wackernell Josef                 | Landgemeinden                 | Brunneck, Taufers, Welsberg, Buchenstein, Enneberg, Ampezzo                        | |
| Wildauer Albert                  | Fürsterzbischöfe und Prälaten | Äbte von Wilten, Stams und Fiecht                                                  | vor der 7. Session ausgeschieden                                                                                |
| Wildauer Tobias                  | Städte und Orte               | Hall, Rattenberg, Kitzbühel, Kufstein und Schwaz                                   | |
| Wolkenstein Arthur               | Adeliger großer Grundbesitz   |                                                                                    | |
| Würzer Julius                    | Städte und Orte               | Bozen                                                                              | |
| Zortea Peter                     | Landgemeinden                 | Cavalese, Fassa, Primiero                                                          | am 13. Mai 1886 verstorben                                                                                      |
| Giovanelli Ignaz                 | Landgemeinden                 | Bozen (Umgebung), Neumarkt, Kaltern, Sarnthal, Kastelruth, Klausen                 | ab der 2. Session                                                                                               |